# 查理·坦菲尔德
查理·坦菲尔德（英語：Charlie Tanfield，1996年11月17日—）生于北约克郡大艾顿，是一名英国男子自行车运动员。他的哥哥哈利·坦菲尔德同样也是一名自行车选手，两人相差两岁，生日刚好是同一天。